# 宝尊堂

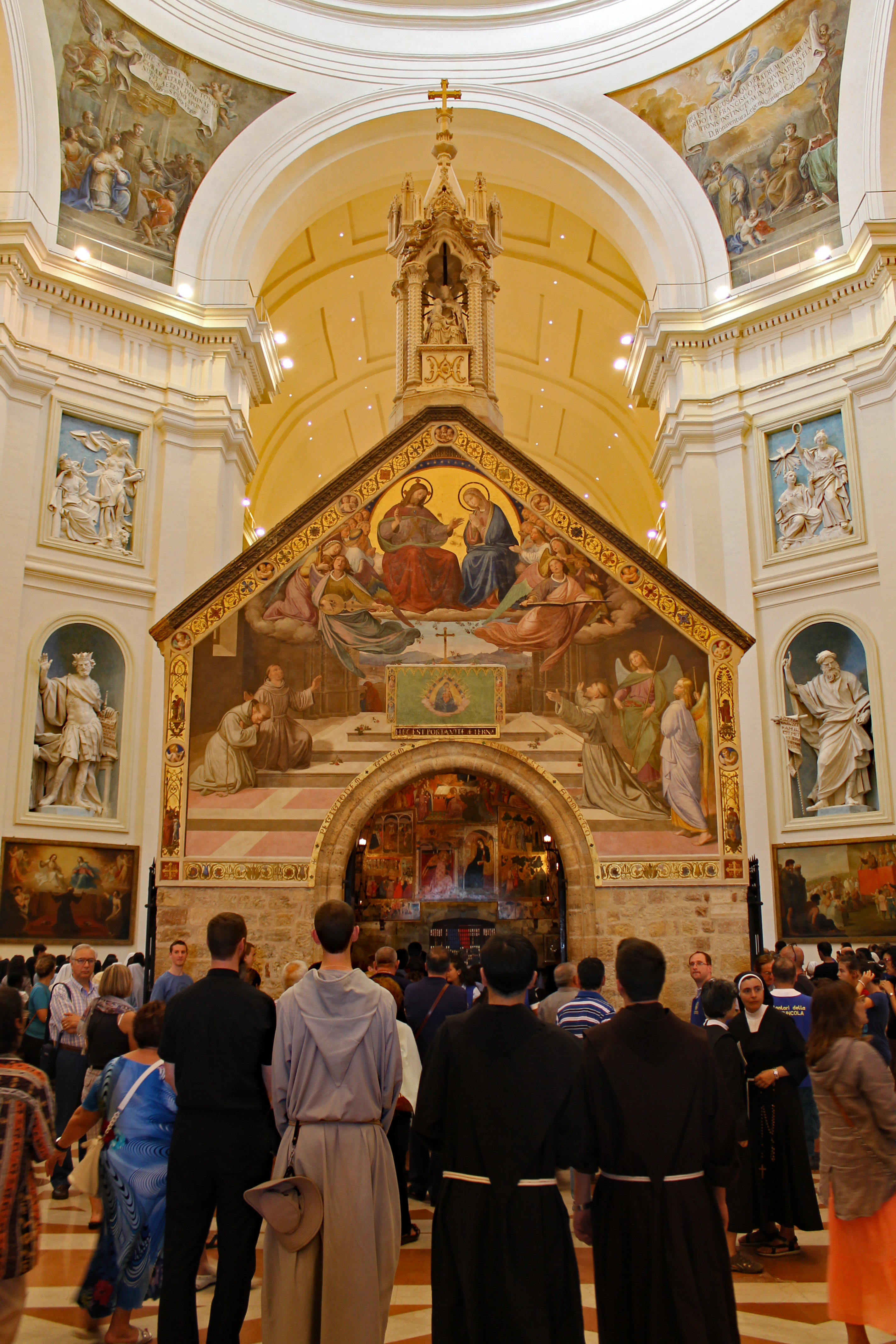
宝尊堂

宝尊堂，或譯博俊古辣小堂（義大利語：Porziuncola），是位于意大利中部翁布里亚大区阿西西城外4公里外，天使之后圣殿大堂内的一个小教堂。这是方济各会运动开始的地方。

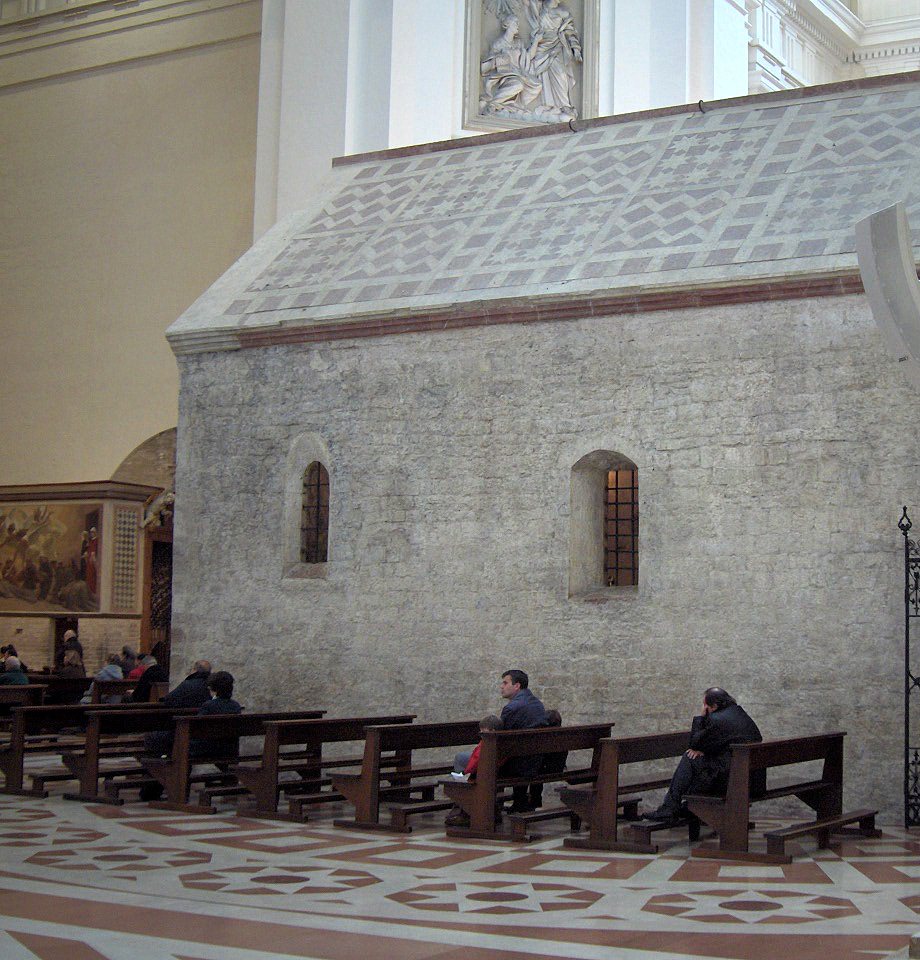
宝尊堂侧景

位於中國山西省太原市附近的阪泉山天神之后博俊古辣圣殿就是以意大利的寶尊堂（博俊古辣小堂）命名的。